# Districtul Bannang Sata
Bannang Sata (thailandeză บันนังสตา) este un district (Amphoe) în partea sudică a Provinciei Yala, în Thailanda de sud.

## Istorie
Numele Bannang Sata este forma actuală (coruptă) în thailandeză al Benang Setar-ului (Jawi: بنڠ ستار), numele său original malaezian. "Benang" înseamnă ață de cusut, în vreme ce "setar" este un arbore cu fructe mici și acre (Bouea macrophylla).
În trecut districtul era numit Ba Cho (บาเจาะ) controlat de amphoe-ul Raman, creat în 1907. Numele Ba Cho este actual corupția thailandeză al Bachok-ului (Jawi: باچوق), numele său original malaezian. Mai târziu, când guvernul a reformat administrația, sediul biroului s-a mutat într-o nouă locație și redenumit pentru a deveni Bannang Sata.

## Geografie
Districtele vecine sunt amphoe-ul Yaha, amphoe-ul Krong Pinang, amphoe-ul Raman al provinciei Yala, amphoe-ul Rueso, amphoe-ul Si Sakhon al Provinciei Narathiwat, amphoe-ul Than To al provinciei Yala din nou și cu statul Kedah al Malaeziei.

## Administrație
Districtul este subdivizat în 6 subdistricte (tambon), care sunt subdivizate în 50 de sate (muban). Bannang Sata este un municipiu subdistrict (thesaban tambon), care încojoară părți al tambon-ului Bannang Sata. Se află 6 organizații administrative ale tambon-ului.
| \| Număr \| Nume \| Nume thailandez \| Sate \| Locuitori \| \| \| ----- \| ---------------- \| --------------- \| ---- \| --------- \| \| \| 1. \| Bannang Sata \| บันนังสตา \| 11 \| 17,189 \| \| \| 2. \| Bacho \| บาเจาะ \| 5 \| 7,230 \| \| \| 3. \| Tano Pute \| ตาเนาะปูเต๊ะ \| 10 \| 9,101 \| \| \| 4. \| Tham Thalu \| ถ้ำทะลุ \| 5 \| 2,758 \| \| \| 5. \| Taling Chan \| ตลิ่งชัน \| 13 \| 13,010 \| \| \| 6. \| Khuean Bang Lang \| เขื่อนบางลาง \| 6 \| 3,873 \| \| - amphoe.com |                  |                 |      |           |  |
| Număr | Nume             | Nume thailandez | Sate | Locuitori |  |
| 1. | Bannang Sata     | บันนังสตา         | 11   | 17,189    |  |
| 2. | Bacho            | บาเจาะ          | 5    | 7,230     |  |
| 3. | Tano Pute        | ตาเนาะปูเต๊ะ      | 10   | 9,101     |  |
| 4. | Tham Thalu       | ถ้ำทะลุ           | 5    | 2,758     |  |
| 5. | Taling Chan      | ตลิ่งชัน           | 13   | 13,010    |  |
| 6. | Khuean Bang Lang | เขื่อนบางลาง      | 6    | 3,873     |  |